# Partisans juifs
Les Partisans juifs étaient des combattants dans des groupes d'une armée irrégulière participant à la résistance juive contre les Nazis allemands et leurs collaborateurs pendant la Seconde Guerre mondiale.

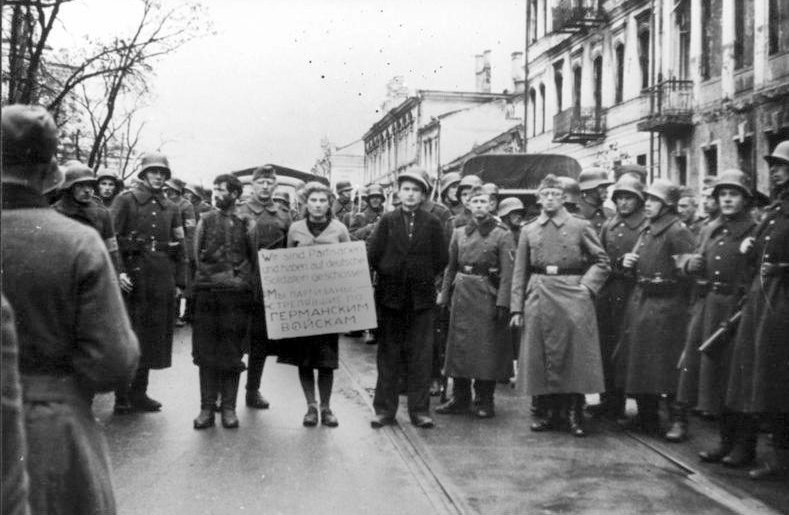
Macha Brouskina avec ses compagnons partisans avant leur pendaison à Minsk, le 26 octobre 1941.

## Origines
Un grand nombre de groupes de partisans juifs opéraient à travers l'Europe occupée par les Nazis, composés de réseaux de la grande résistance ou pilotés par des communistes et qui se développèrent dans les ghettos juifs ou dans les camps de concentration. Le plus grand nombre de ces résistants se trouvait dans les Partisans soviétiques qui opéraient en groupes allant de la taille du régiment à celle de la division armée. D'autres groupes de partisans juifs étaient de petits éléments sous couverture d'espions, réseau de renseignement ou de fuite mêlés à leur environnement et peu mélangés avec d'autres groupes anti-nazis. À la fin de la guerre, il existait des groupes comme les partisans Bielski, composés de communautés entières réfugiées dans les forêts ou dans des villages camouflés. Ces groupes existaient par centaines voire milliers et comprenaient des femmes et des enfants.
La plupart des partisans juifs étaient situés en Europe de l'Est, spécialement les grands groupes de partisans, mais de petits groupes, spécialement du type espionnage, existaient aussi en France occupée et en Belgique en Europe de l'Ouest, qui travaillaient avec les mouvements de résistance.
Plus tard, beaucoup de combattants juifs à titre individuel prirent aussi part à des mouvements dans d'autres pays occupés. En tout, les partisans juifs soviétiques furent dénombrés entre 200 000 et 300 000, sans compter les femmes et les enfants ou ces groupes à grande échelle qui surgirent dans les ghettos, tandis que dans l'ouest on dénombre des dizaines de milliers de partisans au moins.

## Opérations
Les partisans engagés dans la guérilla et le sabotage contre l'occupation nazie fomentèrent les insurrections de ghettos, attaquèrent des camps de concentration et libérèrent des prisonniers. Dans la seule Lituanie, les Bielski tuèrent environ 3 000 soldats allemands. Ils avaient parfois des contacts avec les ghettos, les camps et les Judenräte ainsi qu'avec d'autres groupes de résistants avec lesquels ils partageaient leurs renseignements militaires.

## Approvisionnements et logistique

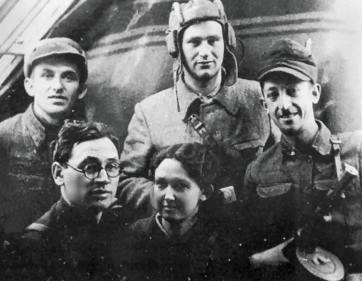
Biélorussie, 1943. Un groupe de partisans juifs de la brigade Chkalov.

### Réseaux
Les grands et vastes réseaux communistes avec lesquels les Juifs avaient établi des contacts avant la Seconde Guerre mondiale incluaient de grandes fournitures en armes et munitions et autres conterbandes. Cependant, ces équipements étaient insuffisants, à peine suffisants pour soutenir un terrorisme politique et paramilitaire et ils furent rapidement épuisés tout au long de l'occupation de l'Axe. En conséquence, les partisans juifs avaient à surmonter de grands obstacles pour acquérir des armes, de la nourriture, les abris et l'évasion lors des opérations anti-insurrection à grande échelle lancées par les Nazis allemands. La connaissance du terrain comprenait des redoutes préétablies comme de grands réseaux de tunnels développés par les organisations criminelles et politiques juives dans les villes ou les camps dans les forêts, fournissant une échappatoire immédiate aux Juifs partisans lors des premières occupations.[réf. nécessaire] Typiquement, les partisans juifs vivaient dans des souterrains creusés appelés zemlyanskas (russe : землянка) et dans des camps dans la forêt.

### Opérations anti-partisans
Cependant, comme le réseau de l'Occupation grignotait lentement la résistance et spécialement avec la capture et l'emprisonnement de grandes communautés et de groupes ethniques considérés comme hostiles aux nazis, comme les Juifs, dans des camps de concentration, les Juifs partisans furent durement contraints de survivre. Plus tard, les représailles furent brutales utilisant les lois de la guerre contre les combattants illégaux dans la plus grande rigueur. Des Châtiments collectifs contre ceux qui les aidaient et les ghettos dont les partisans s'étaient échappés eurent pour résultat l’exécution de centaines de milliers de Juifs (hommes, femmes et enfants) avant la Solution finale. En effet, les mesures allemandes typiques, à l'exception des châtiments qui étaient l'apanage des alliés de l'Axe, furent abandonnés dans l'est où les actions anti-partisans (aktions) furent systématiquement utilisées pour les exterminations de Juifs. Comme la plupart des communautés rurales en Europe de l'est avaient été mises dans des ghettos ou des camps de concentration en 1942, les partisans juifs perdirent peu à peu leur soutien civil si important pour leur lutte. En Union soviétique, la majorité des communautés juives à l'intérieur de la zone de résidence sous l'occupation nazie furent rapidement abandonnées car les habitants fuyaient les troupes de l'Axe. Ceux qui restaient et survivaient aux raids de l'Axe étaient le plus souvent détruits par les campagnes suivantes de contre-guérilla ou dans les feux croisés de la guerre conventionnelles entre les Soviétiques et l'Axe. Cependant, il restait des villageois non-juifs, mais du fait de l'extension de l'anti-communisme, de l'anti-sémitisme et au-dessus de tout de la peur des représailles, les partisans juifs étaient souvent seuls.

### Prescriptions alimentaires
Les partisans opéraient constamment en état chronique de privations. Cependant, la plupart étaient communistes et sécularisés religieusement à leur manière, le grand nombre de juifs pratiquants échappés aux raids nazis pour rejoindre les partisans avaient à faire face à de rudes choix. De manière à survivre, les Juifs religieux durent mettre de côté les prescriptions et resrictions en matière de régime alimentaire. Comme quelques groupes de partisans en incluaient de grands dans les zones occupées par les nazis, l'Union soviétique avait un soutien à grande échelle aux communautés clandestines, contrôlant même de grandes régions, la plupart des Juifs ne pouvaient se permettre un tel luxe. Tant que des paysans amis fournissaient de la nourriture, dans la plupart des cas la nourriture était volée dans des magasins, fermes ou razziées dans des cachettes prévues pour les Allemands. Comme la guerre progressait et les contrôles internes allemands faisaient défaut, les groupes de partisans s'agglomérèrent en grandes formations. Même des régions entières furent entièrement sous le contrôle des partisans. Là, le gouvernement soviétique parachutait occasionnellement des munitions, de l'argent contrefait et de la nourriture aux groupes connus pour être amicaux.

### Habillement
Cependant, pour ceux des Juifs qui n'étaient pas précédemment révolutionnaires ou paramilitaires opérationnels hors des réseaux communistes de l'avant-guerre mais qui avaient cependant fui les ghettos et camps, la survie était assez délicate. Manquant de réseaux formels autour desquels ils pussent graviter jusqu'à ce que la chance ou l'intelligence les aident, de tels partisans juifs n'avaient rien de plus que leurs vêtements sur le dos et leurs effets étaient réduits en loques à force d'être portés. Vêtements et chaussures étaient un luxe rare. Les uniformes allemands étaient des trophées hautement prisés, ils étaient chauds et servaient de déguisements pour de futures missions.

### Santé
Ceux qui étaient blessés ou tombaient malades ne survivaient pas du fait de l'absence de service de santé et de fournitures médicales. La plupart des groupes de partisans n'avaient pas de médecins et traitaient les blessés comme ils le pouvaient eux-mêmes, ne recourant aux docteurs de villages qu'en dernier ressort.

### Vie familiale et quotidienne
Les forêts aussi recelaient des camps familiaux où les Juifs échappés des camps ou des ghettos espéraient attendre la fin de la guerre, certains d'entre eux étaient trop jeunes ou trop vieux pour combattre. Si certains groupes de partisans exigeaient une aptitude au combat et des armes, comme condition pour se joindre à eux, beaucoup de non-combattants trouvaient asile et protection auprès des groupes de combattants juifs et de leurs alliés. Ces individus et leurs familles contribuaient au bien-être du groupe en travaillant comme artisans, cuisiniers, couturières et médecins de campagne.

## Célébrités

### Groupes de partisans célèbres
L'histoire et le nombre exact des partisans juifs sont incomplets. Les chiffres incluent des centaines de milliers de partisans soviétiques tandis qu'un nombre additionnel de plusieurs dizaines de milliers sinon de centaines de milliers est à ajouter pour les partisans des ghettos de Pologne, Lituanie et Ukraine.

### Partisans célèbres
- Partisans Bielski
- Joseph Serchuk
- Yitzhak Arad (1926-2021)
- Alexander Bogen (1916-2010)
- Macha Brouskina (1924-1941) : une des premières victimes des Nazis
- Eugenio Calò
- Fred Friedman
- Abba Kovner (1918-1987)
- Dov Lopatyn
- Moša Pijade (1890-1957)
- Haviva Reik (1914-1944)
- Dr. Roman T. Solecki
- Hannah Szenes (1921-1944)
- Shalom Yoran
- Simcha Zorine
- Icchak Manski
- Moshe Manski
- Mordechai Tenenbaum (Tamaroff)
- Kirill Trus (1900-1941)
- Volodia Chtcherbatsevitch (1926-1941)